# 근형질
근형질(筋形質, 영어: sarcoplasm)은 근세포의 세포질이다. 다른 세포의 세포질과 비슷하지만 비정상적으로 많은 양의 글리코젠(포도당 중합체), 근섬유로 확산되는 산소 분자와 결합하는 데 필요한 붉은색 단백질인 미오글로빈, 많은 미토콘드리아를 함유하고 있다. 또한 근형질의 칼슘 이온 농도는 근섬유의 특별한 요소로, 근수축을 발생시키고 조절하는 수단이다.  근형질에서 Ca2+ 농도가 증가하면 근육 필라멘트가 미끄러지기 시작하며 근육 수축을 개시하는 데에 중요한 역할을 한다. 반대로 근형질에서 Ca2+가 감소하면 필라멘트가 미끄러지는 게 멈춘다. 또한 근형질은 근세포 내의 pH와 이온 균형을 유지하는 것을 돕는다.
대부분 근섬유분절로 구성된 근원섬유를 포함하고 있지만, 그 내용물은 다른 세포의 세포질과 비슷하다. 근형질은 핵 근처에 골지체, 세포막(근초) 바로 안쪽에 미토콘드리아, 근소포체를 가지고 있다.
근형질(sarcoplasm)과 근육세포질(myoplasm)은 용어를 보면 동의어처럼 보이지만 그렇지 않다. 근형질은 세포질의 한 유형인 반면 근육세포질은 근육 조직이 수축하는 부분을 가리킨다.